# Castello Monaci
Das Castello Monaci ist eine Burg aus dem 16. Jahrhundert in der Gemeinde Salice Salentino in der italienischen Region Apulien. Die Burg liegt an der Grenze zwischen den Provinzen Lecce, Brindisi und Tarent. Das Gelände liegt näher an San Pancrazio Salentino, einem Ort der Provinz Brindisi, gehört aber zur Gänze zum Gemeindegebiet von Salice Salentino in der Provinz Lecce.

## Geschichte
Auf dem Territorium des Nachbarortes San Pancrazio Saltentino gibt es konkrete Spuren vom Durchzug der Basilianer auf ihrer Flucht aus dem Orient. Die Basilianer mussten sich, um der Verfolgung durch die Byzantiner zu entkommen, an einsamen Orten verstecken, wie z. B. Höhlen im Wald, die zu Orten der Unterkunft und des Gebetes wurden. Gelegentlich, wenn sich keine geeigneten, natürlichen Höhlen fanden, gruben sie sich in die bröckeligsten Felsen, wo sie sich Unterstände ähnlich Brunnen schufen. Man findet im Bereich Torrevecchia die Grotta dell’Angelo, die mit feinen Fresken von Heiligen versehen sind, die nach den Vorlagen byzantinischer Ikonografien entstanden sind; weitere Höhlen mit Altären, Betten und Brunnen gibt es in den Bereichen Caragnuli und Caretta.
Eine neue Siedlung entstand zwischen dem 10. und dem 11. Jahrhundert um eine der kleinen Kirchen, die dem Märtyrer geweiht war, der „venerabilem ecclesiam S. Pancratii“, die in einer Geschenkurkunde von 1063 an das Erzbistum Brindisi-Ostuni erwähnt ist und vermutlich mithilfe der basilianischen Mönche erbaut wurde.
Ein Dokument im Grundbuch von Salice Salentino erwähnt die Errichtung der Burg im 16. Jahrhundert. Die basilianischen Mönche nutzten die Burg als Kult- und Meditationsstätte sowie als Zuflucht für die Bedürftigen.
Im Laufe der Zeit wurde die Burg zu einer Wohnstatt von Adelsfamilien, z. B. der Martinos, Parrys und Graingers.
Im 19. Jahrhundert wurde eine neue Fassade angebaut und heute befinden sich Veranstaltungsräume, ein Weingut und ein Weinmuseum.

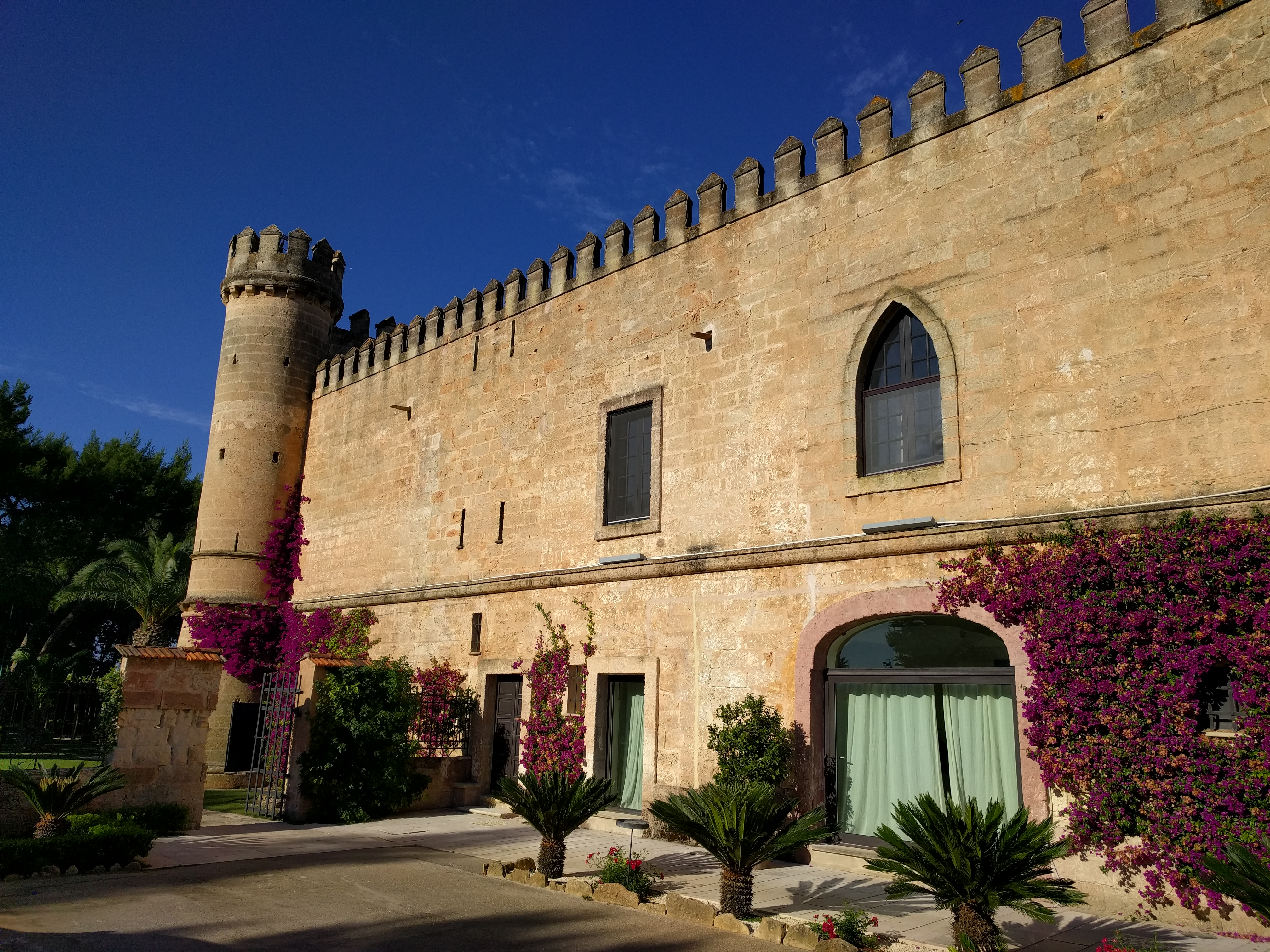
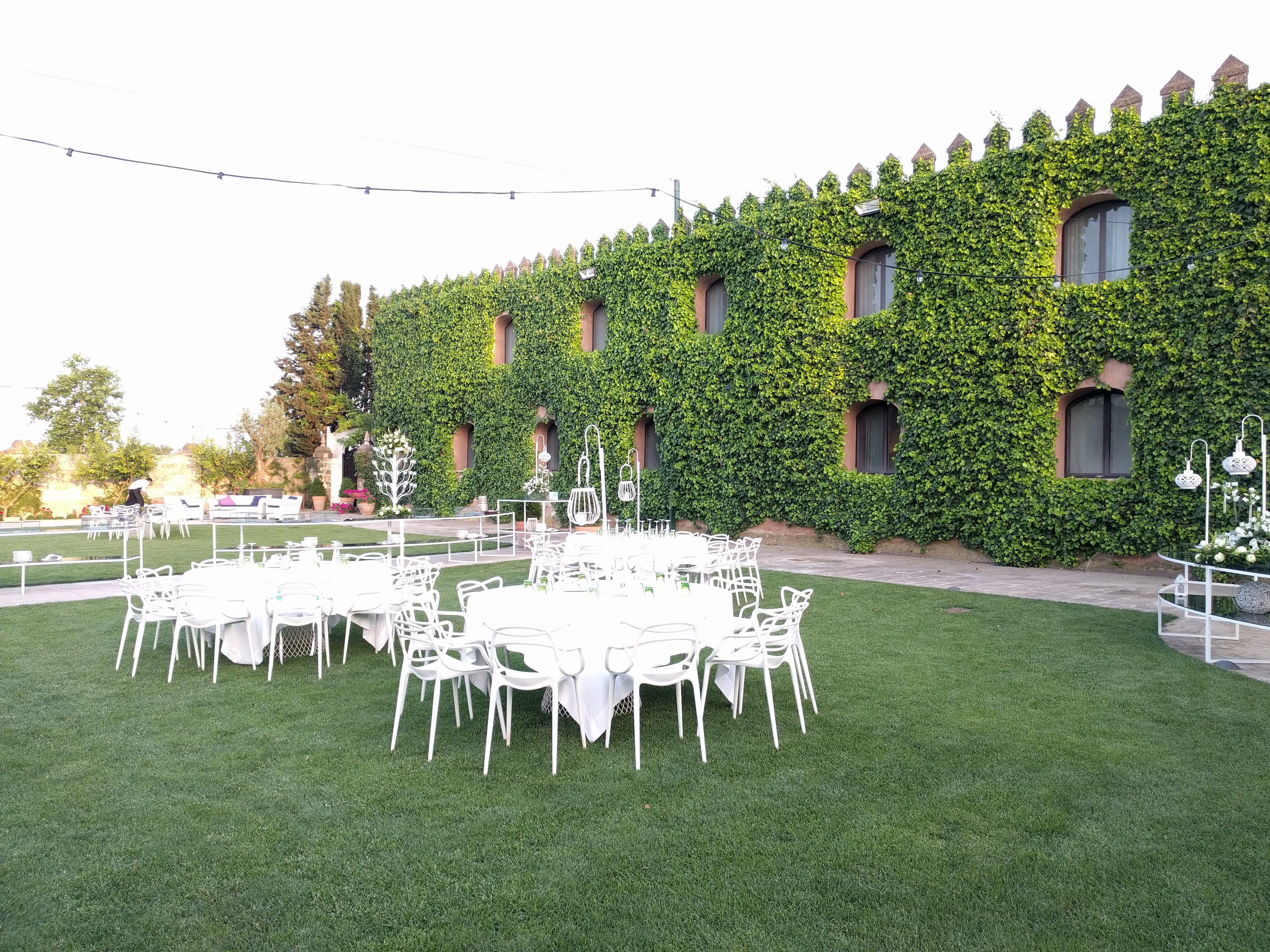
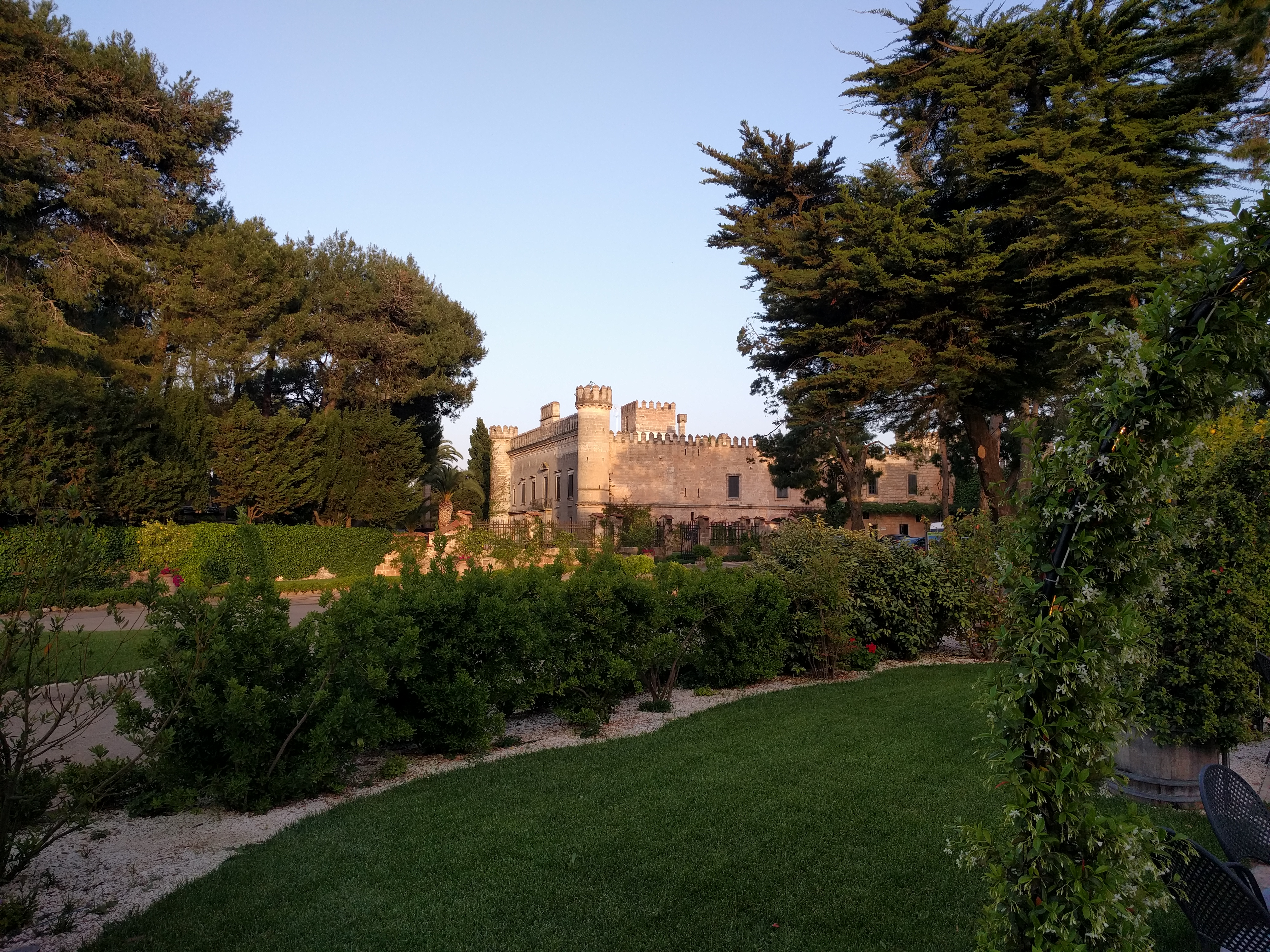
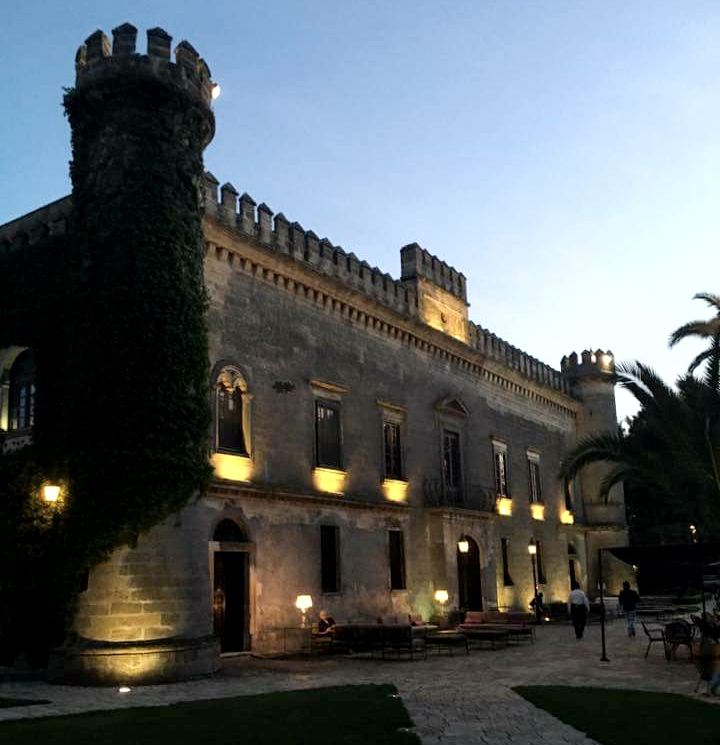